# بلک‌جک، شهرستان چروکی، تگزاس
بلک‌جک (به انگلیسی: Blackjack) یک منطقهٔ مسکونی در ایالات متحده آمریکا است که در شهرستان چروکی، تگزاس واقع شده‌است. بلک‌جک ۱۳۱٫۰۷ متر بالاتر از سطح دریا قرار دارد.